# M1904 152mmカノン砲

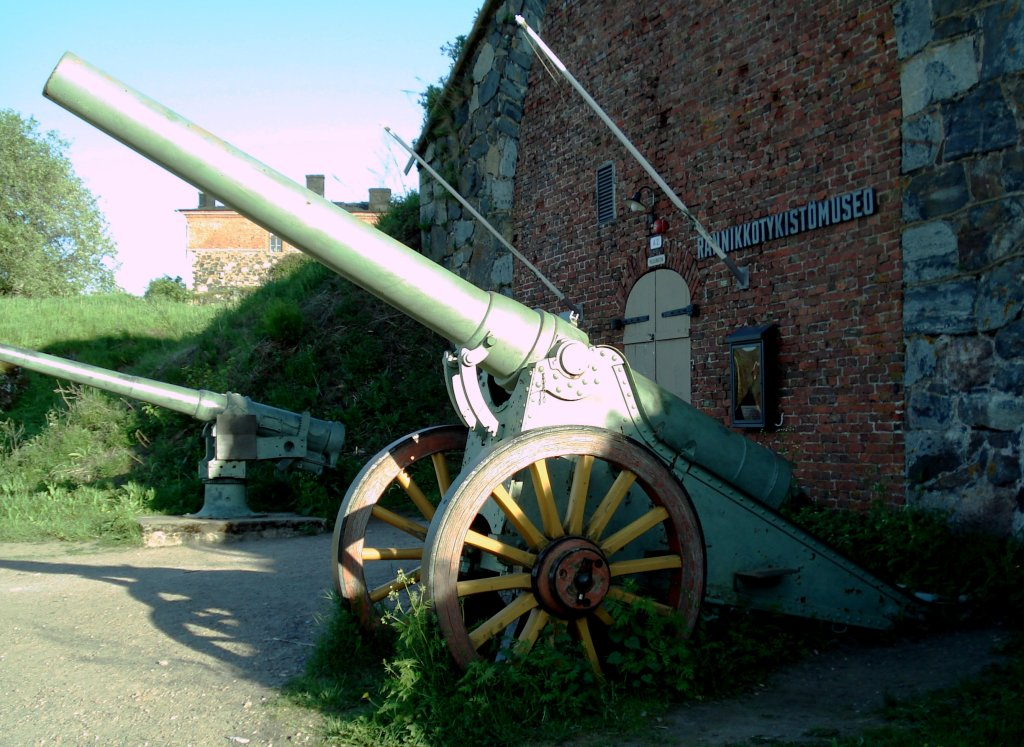
スオメンリンナ要塞に展示されている、M1904 152mmカノン砲

M1904 6インチカノン砲（ロシア語：6-дюймовая осадная пушка образца 1904 года）とは、ロシア帝国が1904年に採用した重カノン砲である。この砲は、ロシア帝国が採用した火砲として駐退復座機を装備しない最後の野戦砲となった。

## 戦歴
M1904カノン砲は第一次世界大戦において使用されたほか、ロシア革命後のロシア内戦でも赤軍と白軍の双方が使用したが、1910年には駐退復座機付きのM1910 152mmカノン砲が採用され、1930年代には新型のM1910/30 152mmカノン砲やM1910/34 152mmカノン砲、さらにはML-20 152mm榴弾砲の登場によって退役した。
他にもロシア帝国から独立したフィンランドに少数が接収され、冬戦争と継続戦争では老骨に鞭打って赤軍に対する砲撃を行っており、残存砲はハメーンリンナ砲兵博物館とスオメンリンナ要塞に展示されている。

## スペック

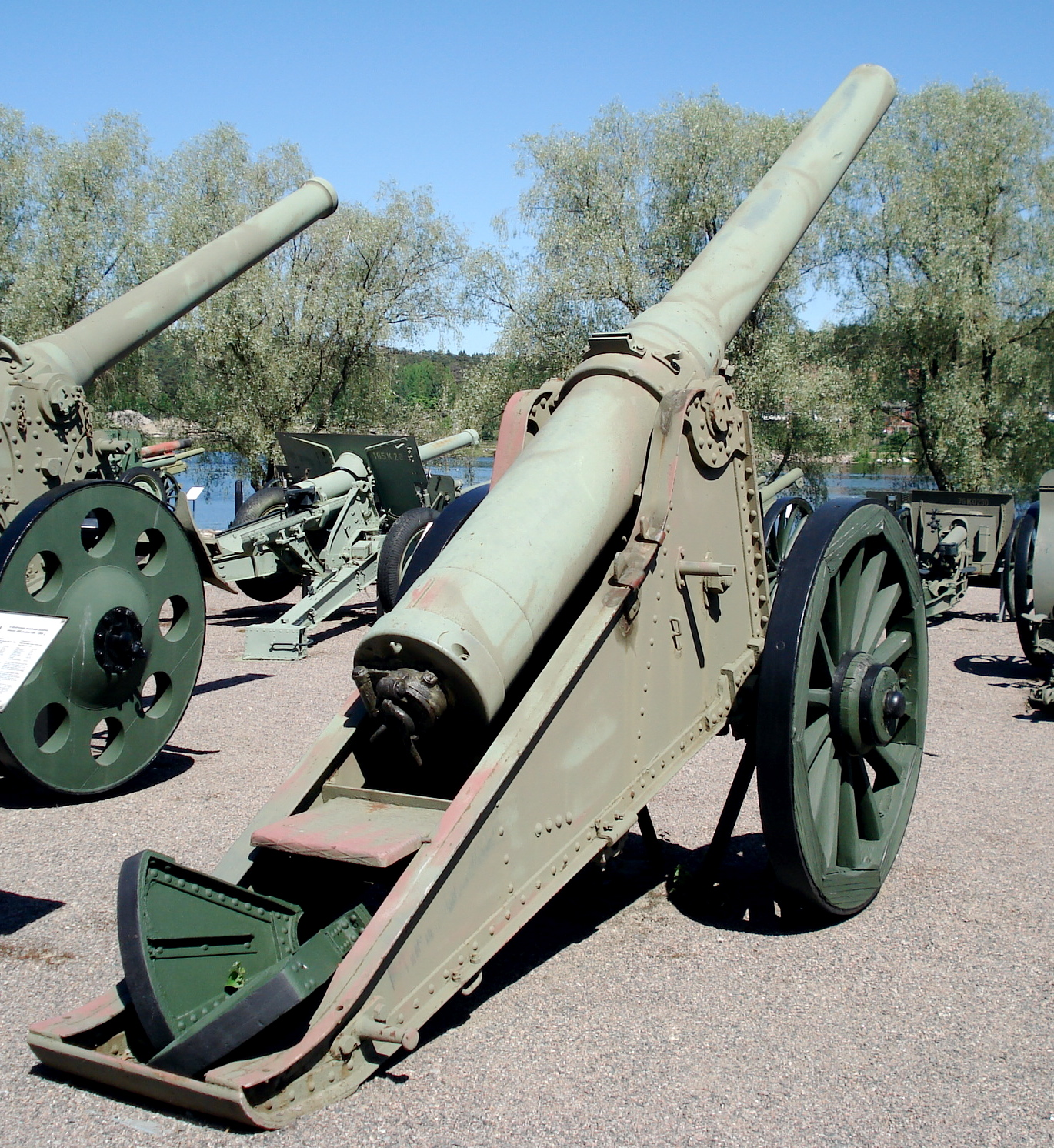
M1904カノン砲。
ハメーンリンナ砲兵博物館。

- 口径：152.4mm
- 全長：m（牽引時）
- 全幅：m
- 重量：5,437kg（射撃時）
- 砲身長：4,572mm（30口径）
- 仰俯角：-3.5°~+40.2°
- 左右旋回角：°
- 運用要員：名
- 発射速度：発/分（最大）
- 射程：14,200m
- 生産期間：年~年
- 生産総数：200門